# Djurgårdens IF Fotboll 1948/1949
Djurgårdens IF Fotboll, spelade 1948/1949 i Division 2 Nordöstra, man vann serien och blev direktuppflyttade till Allsvenskan.
Med ett hemmapubliksnitt på 6139 blev Hasse Jeppson lagets bäste målskytt med 23 mål och på andra plats kom Bengt Meijer med 8 mål.